# Uvbergstjärnen (Stora Kopparbergs socken, Dalarna)
Uvbergstjärnen är en sjö i Falu kommun i Dalarna och ingår i Dalälvens huvudavrinningsområde.